# Polykarp Kusch
Polykarp Kusch (n. 26 ianuarie 1911, Blankenburg, Germania - d. 20 martie 1993, Dallas, SUA) a fost un fizician american de origine germană, laureat al Premiului Nobel pentru Fizică (1955), împreună cu Willis Lamb, pentru că a determinat că momentul magnetic al electronului este mai mare decât valoarea teoretică, descoperire ce a condus la noi inovații în electrodinamica cuantică.